# فاطمه گرائیلی

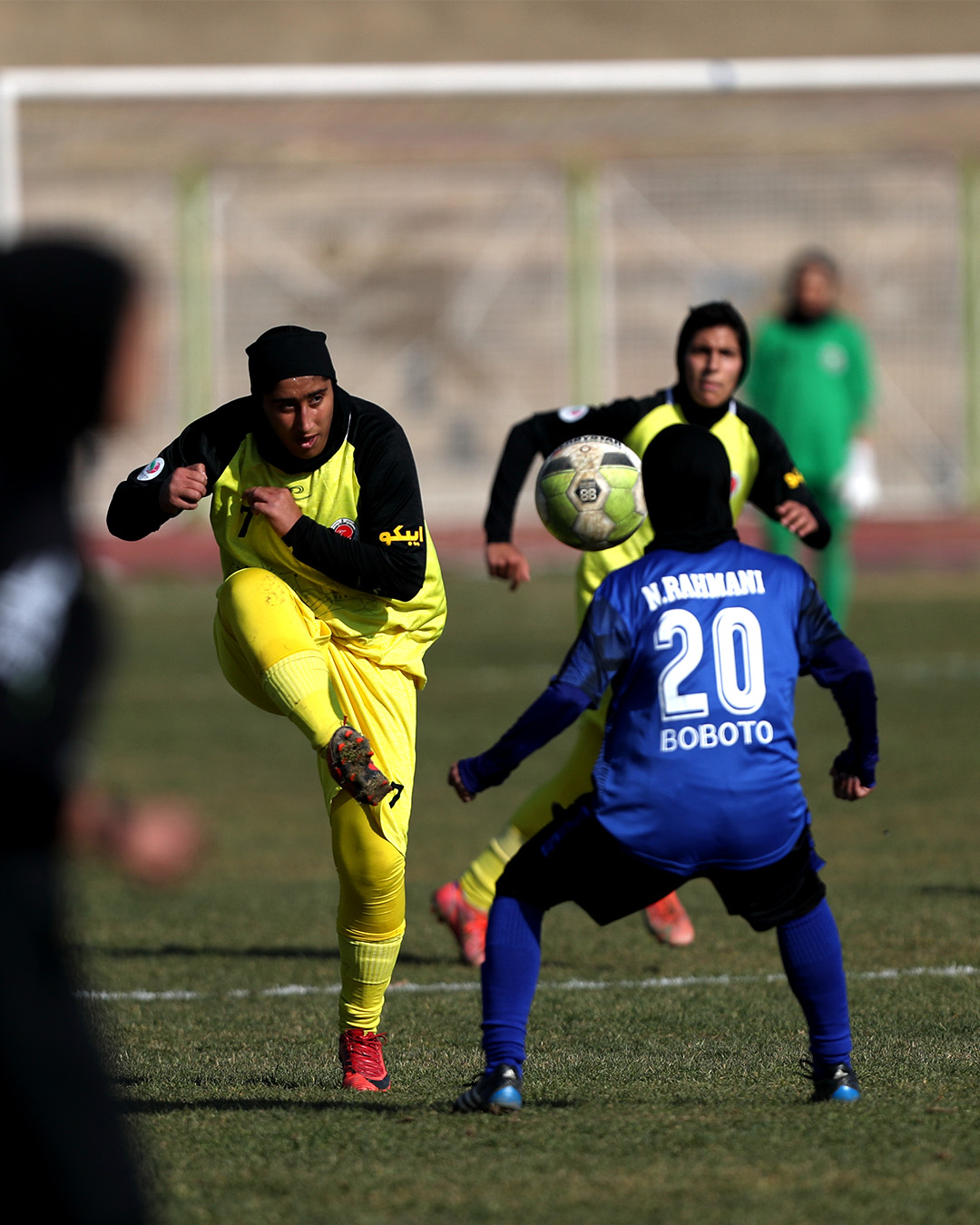
فاطمه گرائیلی

فاطمه گرائیلی (فارسی: فاطمه گرائیلی؛ زادهٔ ۳۰ ژانویهٔ ۱۹۹۹) بازیکن فوتبال است. وی در تیم باشگاهی خاتون بم بازی می کند.
او همچنین در تیم‌های ملی فوتبال زنان ایران بازی کرده‌است.

## زندگی
گرائیلی زاده ۱۰ بهمن ۱۳۷۷ در قائم‌شهر است.

## حرفه

### باشگاهی
وی در لیگ حرفه‌ای زنان ایران در باشگاه فوتبال زنان شهرداری بم با شماره ۷۷  در نقش هافبک بازی می‌کند.